# Palmira (Mendoza)
Palmira is een plaats in het Argentijnse bestuurlijke gebied San Martín in de provincie Mendoza. De plaats telt 20.491 inwoners.